# 엄마 아빠는 외계인
엄마 아빠는 외계인은 대한민국의 텔레비전 엔터테인먼트 프로그램이다. 독특한 인성으로 알려진 유명인사들이 자신들의 어린이들이 반응하는 일상을 보여준다.
2018년 7월 31일부터 2018년 8월 4일까지 매주 화요일 오후 11시 10분부터 그 다음 날 새벽 12시 30분까지 80분의 시간동안 방영되었다.

## 캐스팅
- 2018년 1~2, 4~6화: 오광록(배우)
- 2018년 1, 3~6화: 김우리(스타일리스트)
- 2018년 2~6화: 황신혜(배우)

MC
- 2018년 1~6화: 김용만 (희극인), 박시연, 지상렬, 양재웅

### 게스트 출연
- 2화: 우동연
- 3화: 박나래 (화상 통화를 통해)
- 4화: 박호산
- 5화: 이민우 (가수)(신화 (음악 그룹))
- 6화: 에디 킴